# Carol Christine Fair

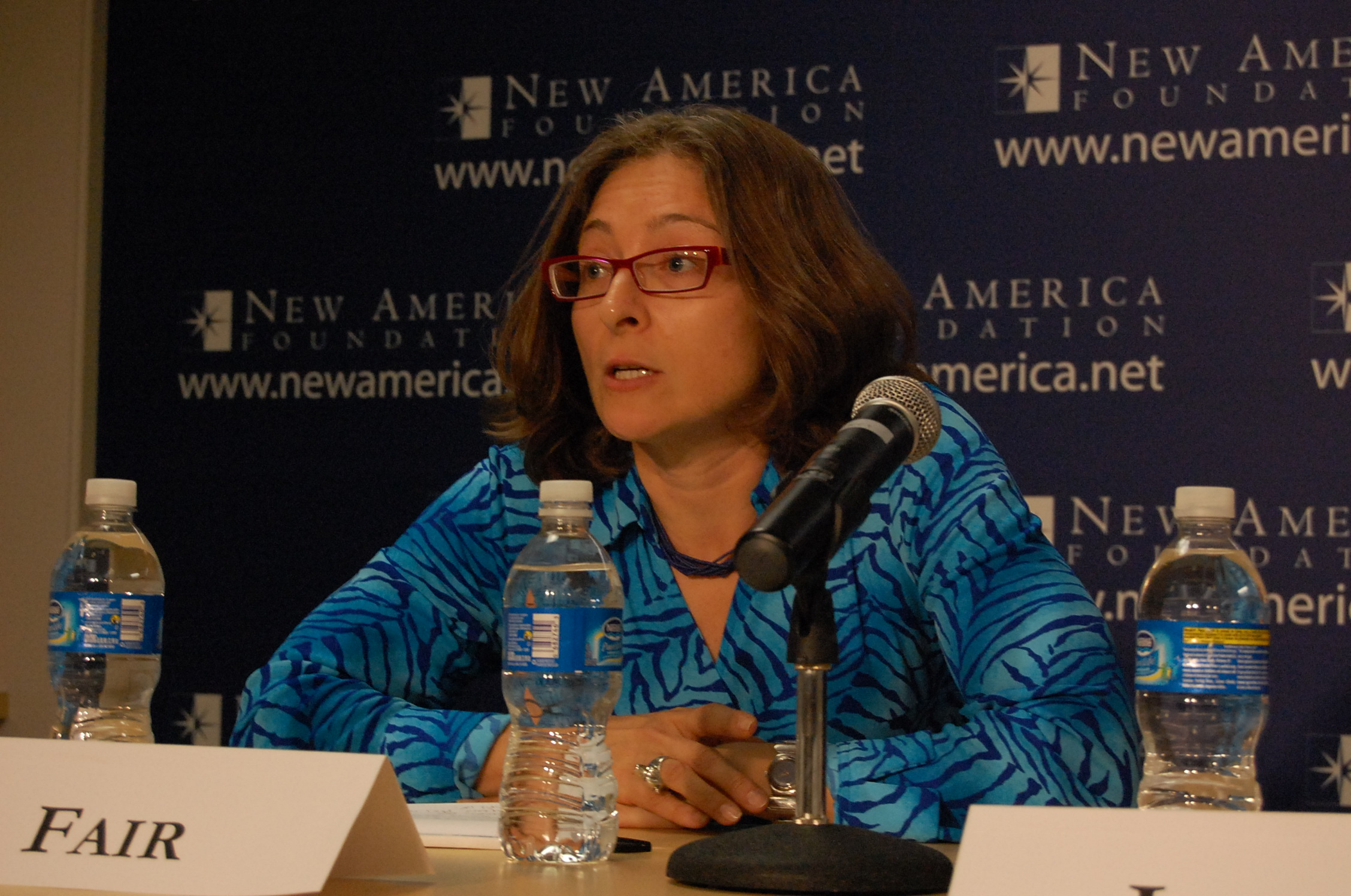
Carol Christine Fair

Carol Christine Fair (* 1968) ist eine US-amerikanische Politikwissenschaftlerin und Professorin im Programm für Sicherheitsstudien der Edmund A. Walsh School of Foreign Service der Georgetown University in Washington, D.C. Davor war sie leitende Politikwissenschaftlerin bei der RAND Corporation, politische Referentin bei der Hilfsmission der Vereinten Nationen in Afghanistan in Kabul und leitende wissenschaftliche Mitarbeiterin am USIP’s Center for Conflict Analysis and Prevention. Sie war zudem Senior Fellow am West Point's Combating Terrorism Center und als Senior Resident Fellow am Institute of Defense Studies and Analysis in Neu-Delhi. Ihr Forschungsschwerpunkt liegt auf politischen und militärischen Angelegenheiten in Südasien. Sie spricht Hindi, Panjabi und Urdu.
Fair machte alle akademischen Abschlüsse an der University of Chicago: Bachelor 1991, Master 1997, Ph.D. 2004.

## Schriften (Auswahl)
- In their own words. Understanding Lashkar-e-Tayyaba. Oxford University Press, Oxford/New York 2018, ISBN 978-0-19090-948-2.
- Fighting to the end. The Pakistan Army's way of war. Oxford University Press, Oxford/New York 2014, ISBN 978-0-19989-270-9.
- Cuisines of the axis of evil and other irritating states. A dinner party approach to international relations. Globe Pequot Press, Guilford 2008, ISBN 978-1-59921-286-9.
- The madrassah challenge. Militancy and religious education in Pakistan. United States Institute of Peace Press, Washington D.C. 2008, ISBN 978-1-60127-028-3.
- Urban battle fields of South Asia. Lessons learned from Sri Lanka, India, and Pakistan. Rand, Santa Monica, 2004, ISBN 0833036823.
- The counterterror coalitions. Cooperation with Pakistan and India. Rand, Santa Monica, 2004, ISBN 0833035592.